# Platyrhacus katantes
Platyrhacus katantes är en mångfotingart som beskrevs av Carl Graf Attems 1899. Platyrhacus katantes ingår i släktet Platyrhacus och familjen Platyrhacidae. Inga underarter finns listade i Catalogue of Life.